# Пешехонова, Елена Павловна
Елена Павловна Пешехонова (род. 22 марта 1988 года, Тула) — российская волейболистка, связующая.

## Биография
Елена Пешехонова родилась 22 марта 1988 года в Туле. Воспитанница специализированного класса команды «Тулица».
В 2005 году в составе юниорской сборной команды России стала серебряным призёром чемпионатов Европы и мира среди девушек, где была признана лучшей связующей.
За годы профессиональной карьеры выступала за команды «Тулица» (2003—2004, 2016—2018, 2020—2022), «Луч» (2004—2006), «Динамо (Москва)» (2006—2009), «Тюмень-ТюмГУ» (2009—2011), «Омичка» (2011—2013), «Сахалин» (2013—2014, 2018—2019), «Енисей» (2014—2015), «Протон» (2019—2020).
В мае 2022 года объявила о завершении игровой карьеры.

## Личная жизнь
В 2009 году заочно окончила Тульский государственный университет.
Воспитывает двоих детей — сына и дочь.

## Достижения

### Со сборной
- Серебряный призёр чемпионата мира среди девушек 2005
- Серебряный призёр чемпионата Европы среди девушек 2005

### С клубами
- Бронзовый призёр чемпионата России 2013